# Klüngelpütz Kabarett-Theater
Das Klüngelpütz Kabarett-Theater ist ein kleines Kellertheater im Kölner Stadtteil Altstadt-Nord.

## Geschichte und Programm
Das Theater befindet sich in einem denkmalgeschützten Gebäude in der Gertrudenstraße 24. Träger ist ein gemeinnütziger Verein. Gegründet wurde die Spielstätte 1966 vom Kabarett-Ensemble „Die Machtwächter“, das das Theater 35 Jahre lang betrieb. Die Einrichtungselemente der 1960er Jahre wurden vom Klüngelpütz-Kabarett nach der Übernahme und Grundsanierung der Räumlichkeiten 2001 weitgehend übernommen. Es ist das einzige Kölner Theater aus dieser Zeit, das noch in seinen originalen Räumlichkeiten spielt. Das Theater fasst 82 Plätze.
Beim Programm wird Gewicht auf die politisch-literarische Seite darstellender Kunst und Musik gelegt.
Etwa dreißig Künstlerinnen und Künstler arbeiten hier in einer Spielzeit. Pro Jahr gibt es sechs bis acht Premieren, drei bis vier Veranstaltungsreihen und vier bis sechs Wiederaufnahmen. Rund 8000 Zuschauer sehen etwa 120 Vorstellungen im Jahr. Es werden fast ausschließlich eigene Produktionen, Veranstaltungsreihen, Theater, Kabarett-Komik, performative Formate, dokumentarisches Theater, Dragshow, Lesung, Konzert, Talkshow, Improtheater, Krimi und Jugendtheater gezeigt. Das Haus ist keine Gastspielbühne, das Theater kooperiert jedoch seit vielen Jahren ebenso mit jungen, freien Theaterensembles wie Freakademy oder nötheater wie auch mit städtischen Institutionen wie den Puppenspielen der Stadt Köln, dem Römisch-Germanischen Museum oder dem NS-Dokumentationszentrum der Stadt Köln.
Seit 2001 ist Marina Barth Theaterchefin und künstlerische Leiterin. Sie steht sowohl als Kabarettistin auf der Bühne, als auch als Regisseurin im Probenprozess. Als Autorin verfasste sie Theaterstücke und zwei Romane vor dem Hintergrund der Kölner Stadtgeschichte: Lumpenball über die jüdische Puppenspielerin Fanny Meyer aus dem Kölner Hänneschen-Theater und Am Kronleuchter hängen wir nicht immer über Trude Herr und die Entwicklung der Kölner Theaterszene der Nachkriegszeit.